# Phim chưởng
Phim chưởng hay phim võ hiệp (giản thể: 武侠片; phồn thể: 武俠片; bính âm: wǔ xiá piàn) là một thể loại phim hành động khởi phát và thường thịnh hành trong văn hóa Hoa ngữ.

## Lịch sử
Năm 1928 tại Thượng Hải, bộ phim câm Hỏa thiêu Hồng Liên tự của Minh Tinh điện ảnh công ty xuất phẩm và được báo giới tạm gọi là công phu phiến (功夫片) do yếu tố võ thuật cổ truyền Trung Hoa là điểm nhấn. Nối tiếp thành công của bộ phim này, có chừng 18 bộ phim ăn theo ra đời, gây nên một dòng điện ảnh hoàn toàn độc lập và góp phần không nhỏ vào việc đặt dấu ấn bản sắc Trung Hoa vào văn hóa phẩm thương mại.
Trong những thập niên 1950-60-70, do sự bành trướng mãnh liệt của điện ảnh Hương Cảng với loạt phim Hoàng Phi Hồng cùng minh tinh Lý Tiểu Long và Địch Long, điện ảnh Á Đông dần khẳng định vị thế trước sự xâm lăng của Hollywood. Từ đây, giới truyền thông thường gọi các cuốn phim phóng tác Kim Dung, Cổ Long, Lương Vũ Sinh, Ngọa Long Sinh một cách chung chung là võ hiệp kịch (武侠剧). Nhưng kể từ năm 1971, phim bộ phim Thiên hạ đệ nhất quyền của hãng Thiệu Thị "xâm lăng" 1000 rạp Hoa Kỳ và lọt danh sách 10 phim ăn khách nhất thế giới năm 1973, biệt ngữ võ hiệp điện ảnh (武侠电影) mới chính thức khai sinh, mà về sau gắn liền tên tuổi ba tài tử Thành Long, Lý Liên Kiệt, Triệu Văn Trác.
Từ thập niên 2000, khi các bộ phim Ma trận và Ngọa hổ tàng long góp công đem văn hóa võ thuật cổ truyền Trung Hoa ra quốc tế, dòng phim võ hiệp không còn biên giới và quốc tịch cụ thể, dù thường được ngầm hiểu là các cuốn phim hành động mang ảnh hưởng võ thuật Á Đông.

## Tại Việt Nam
Võ hiệp điện ảnh du nhập Việt Nam từ thập niên 1950 khi Việt Nam Cộng hòa thành lập, ban sơ là các cuốn phim Hồng Kông, Đài Loan, Nhật Bản được nhập vào mà báo giới gọi là phim chưởng. Những phim này thường có đặc điểm là kinh phí thấp, thời gian quay ngắn, bối cảnh hẹp và cốt truyện li kì hiểm nghèo với đạo cụ chủ yếu là kiếm. Loại phim này chỉ được chiếu tại các rạp nhỏ, ngay sau màn vũ hoạt kê hoặc tuồng ngắn, trong khi rạp lớn được ưu tiến chiếu phim Hollywood và Âu châu.
Đầu thập niên 1960, một số gánh hát tự bỏ vốn và nhân sự ra quay phim chưởng phỏng theo các truyện võ hiệp hoặc tuồng ăn khách, tuy nhiên doanh thu không khả quan. Đến cuối thập niên 1960, các hãng điện ảnh lớn xuất hiện mới bắt tay vào chế tác những phim có chất lượng cao hơn, nhưng nhìn chung thời Việt Nam Cộng hòa, phim chưởng Việt Nam chưa hình thành dòng điện ảnh độc lập, có bản sắc.
Mãi đến thập niên 1990, các hãng phim có vốn nhà nước mới tiến hành quay một số phim võ hiệp phỏng theo tích truyện dân gian hoặc tiểu thuyết Việt Nam, ít nhiều gây được bản sắc Việt cho dòng điện ảnh này. Tuy nhiên, từ thập niên 1990 vắt sang thập niên 2010, dòng phim này vẫn lép vế so với trào lưu cải lương và các bộ phim võ hiệp Trung Quốc, Hồng Kông, Đài Loan.
- Đôi mắt huyền
- Báu kiếm rửa hận thù
- Quái nữ Việt quyền đạo
- Sa hãm
- Long hổ sát đấu
- Hải vụ 709
- Đằng sau một số phận
- Tình khúc 68
- SBC
- Kỳ tích Bà Đen
- Phạm Công - Cúc Hoa
- Tây Sơn hiệp khách
- Ngọc Trản thần công
- Kiều Nguyệt Nga
- Sơn thần thủy quái
- Truyền thuyết tình yêu Thần Nước
- Chuyện tình Mỵ Châu
- Thạch Sanh
- Lục Vân Tiên - Kiều Nguyệt Nga
- Thăng Long đệ nhất kiếm
- Thanh gươm để lại
- Tráng sĩ Bồ Đề
- Hồng hải tặc (Giọt lệ Hạ Long)
- Truy nã tội phạm quốc tế
- Kế hoạch 99
- Lửa cháy thành Đại La
- Chúa tàu Kim Quy
- Hải đường trắng
- Nữ trinh sát đặc nhiệm
- Trùng Quang tâm sử
- Đảo hải tặc
- Nước mắt giang hồ
- Nước mắt học trò
- Truy lùng băng Quỷ Gió
- Võ sĩ bất đắc sĩ
- Người không mang họ
- Lục Vân Tiên
- Dưới cờ đại nghĩa
- Phía sau một số phận
- Võ lâm truyền kỳ
- Dòng máu anh hùng
- Thiên mệnh anh hùng
- Bẫy rồng
- Lửa Phật
- Tây Sơn hào kiệt
- Khát vọng Thăng Long
- Về đất Thăng Long
- Đường tới thành Thăng Long
- Đứa con của rồng
- Huyền sử thiên đô
- Huyền thoại bất tử
- Công chúa teen và ngũ hổ tướng
- Cuộc chiến Chằn Tinh
- Một thời ngang dọc
- Anh hùng Nguyễn Trung Trực
- Bình Tây Đại Nguyên Soái
- Bay vào cõi mộng
- Trần Quốc Toản
- Cậu bé cờ lau
- Mỹ nhân kế
- Lệnh xóa sổ
- Bụi đời Chợ Lớn
- Người anh hùng áo vải
- Truyền thuyết hồ Gươm
- Thánh Gióng
- Bà Triệu
- Lật mặt
- Hương Ga
- Truy sát
- Vệ sĩ Sài Gòn
- Tấm Cám: Chuyện chưa kể
- Hai Phượng
- Giang hồ Chợ Mới
- Vi Cá tiền truyện
- Chị Mười Ba
- Thập Tứ cô nương
- Trật tự mới
- Công phu phở
- Quý tử bất đắc dĩ
- Già gân, mỹ nhân và găng tơ
- Tía tui là cao thủ